# Resseliella dizygomyzae
Resseliella dizygomyzae är en tvåvingeart som först beskrevs av Barnes 1933.  Resseliella dizygomyzae ingår i släktet Resseliella och familjen gallmyggor. Inga underarter finns listade i Catalogue of Life.